# Améscoa Baja

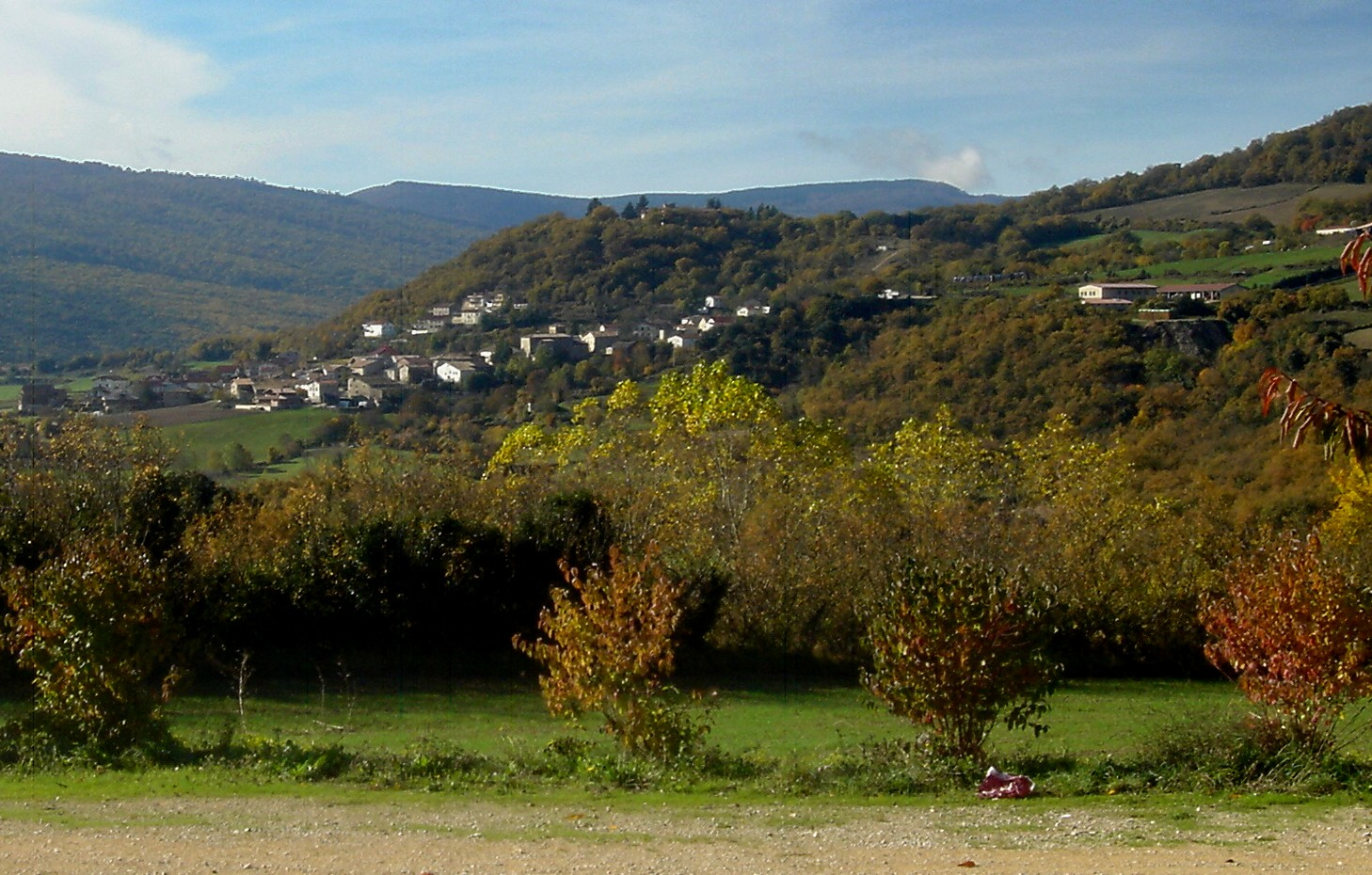
Vista general del concejo de Zudaire

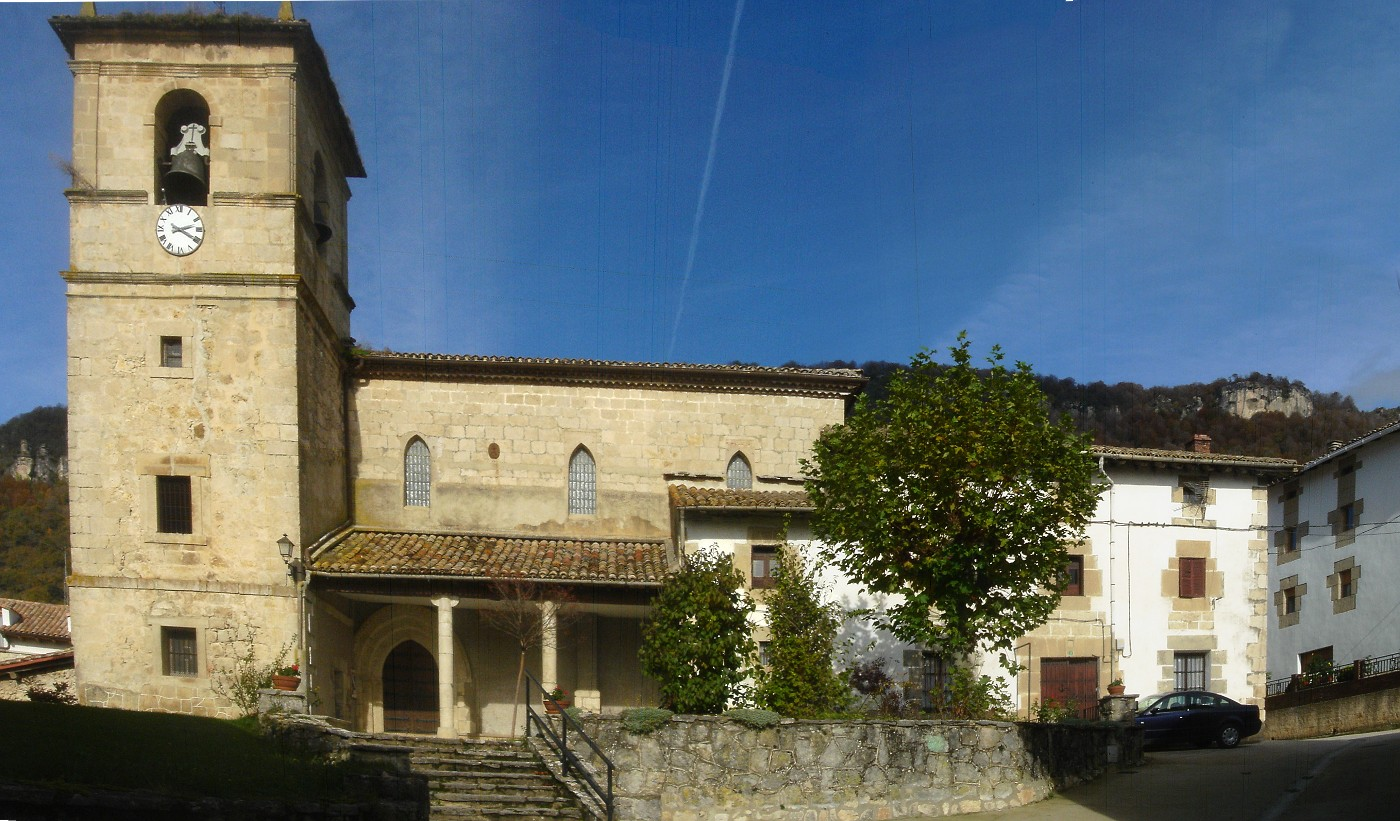
Iglesia de Baquedano

Améscoa Baja (en euskera: Ameskoabarrena) —hasta el siglo XVI conocido simplemente como Valle de Améscoa— es un municipio compuesto español de la Comunidad Foral de Navarra, situado en la merindad de Estella, en la comarca de Estella Oriental, en el valle de las Améscoas y a 60 km de la capital de la comunidad Pamplona. Su población en 2024 fue de 727 habitantes (INE), su término municipal tiene una superficie de 30,20 km² y su densidad de población es de 24.07 
 hab/km².
El municipio está compuesto por 7 concejos: Artaza, Baquedano, Baríndano, Ecala, Gollano, San Martín de Améscoa y Zudaire, donde se encuentra la capital y un lugar habitado: Urra.
Inicialmente adscrita a la zona no vascófona por la Ley Foral 18/1986, en junio de 2017 el Parlamento navarro aprobó el paso de Améscoa Baja a la Zona mixta de Navarra mediante la Ley foral 9/2017.

## Símbolos

### Escudo
El escudo de armas del valle de Améscoa Baja tiene el siguiente blasón:

Trae de azur y una paloma blanca sobre una roca. Por timbre un yelmo empenachado.

## Geografía
El valle de Améscoa Baja está situado en la parte occidental de la Comunidad Foral de Navarra, ocupando la parte oriental de las Amécoas, entre las sierras de Urbasa y Lóquiz. Su término municipal tiene una superficie de 10,38 km² y limita al norte con el monte Limitaciones (Monte Común de las Améscoas en la sierra de Urbasa) y las facerías 107 y 22; al este con el municipio de Abárzuza, al sur con la sierra de Lóquiz y con el municipio de Allín; y al oeste con el de Eulate.

### Clima
Dentro del municipio se podrían distinguir varias zonas climáticas condicionadas por la altitud y la orientación de las laderas La mayor parte de la zona es de tipo atlántico que se caracteriza por ser templado con veranos frescos y precipitaciones bien repartidas a lo largo del año sin que exista un periodo de aridez estibal; y subatlántico en las zonas más elevadas mientras que en las más bajas y las zonas orientadas a levante es de tipo submediterráneo. La temperatura media anual está entre los 8° y 10 °C, El índice anual de precipitaciones está entre lo 1.000 y 1400 mm, registrándose al año entre 100-140 días lluviosos y la evapotranspiración potencial está entre los 600 y 650 mm.
La estación meteorológica más cercana a la localidad es la estación manual de Urbasa propiedad del Gobierno de Navarra y ubicada a un altitud de 887 m s. n. m. y a 12,55 km de distancia lineal de Eulate. En esta estación se han registrado los siguientes valores entre 1987, fecha de su puesta en funcionamiento y 2009.
| Parámetros climáticos promedio de Estación Manual de Urbasa (1987-2009) 42°49′33.6515″N 2°09′56.3566″O / 42.826014306, -2.165654611 | Parámetros climáticos promedio de Estación Manual de Urbasa (1987-2009) 42°49′33.6515″N 2°09′56.3566″O / 42.826014306, -2.165654611 | Parámetros climáticos promedio de Estación Manual de Urbasa (1987-2009) 42°49′33.6515″N 2°09′56.3566″O / 42.826014306, -2.165654611 | Parámetros climáticos promedio de Estación Manual de Urbasa (1987-2009) 42°49′33.6515″N 2°09′56.3566″O / 42.826014306, -2.165654611 | Parámetros climáticos promedio de Estación Manual de Urbasa (1987-2009) 42°49′33.6515″N 2°09′56.3566″O / 42.826014306, -2.165654611 | Parámetros climáticos promedio de Estación Manual de Urbasa (1987-2009) 42°49′33.6515″N 2°09′56.3566″O / 42.826014306, -2.165654611 | Parámetros climáticos promedio de Estación Manual de Urbasa (1987-2009) 42°49′33.6515″N 2°09′56.3566″O / 42.826014306, -2.165654611 | Parámetros climáticos promedio de Estación Manual de Urbasa (1987-2009) 42°49′33.6515″N 2°09′56.3566″O / 42.826014306, -2.165654611 | Parámetros climáticos promedio de Estación Manual de Urbasa (1987-2009) 42°49′33.6515″N 2°09′56.3566″O / 42.826014306, -2.165654611 | Parámetros climáticos promedio de Estación Manual de Urbasa (1987-2009) 42°49′33.6515″N 2°09′56.3566″O / 42.826014306, -2.165654611 | Parámetros climáticos promedio de Estación Manual de Urbasa (1987-2009) 42°49′33.6515″N 2°09′56.3566″O / 42.826014306, -2.165654611 | Parámetros climáticos promedio de Estación Manual de Urbasa (1987-2009) 42°49′33.6515″N 2°09′56.3566″O / 42.826014306, -2.165654611 | Parámetros climáticos promedio de Estación Manual de Urbasa (1987-2009) 42°49′33.6515″N 2°09′56.3566″O / 42.826014306, -2.165654611 | Parámetros climáticos promedio de Estación Manual de Urbasa (1987-2009) 42°49′33.6515″N 2°09′56.3566″O / 42.826014306, -2.165654611 |
| Mes | Ene. | Feb. | Mar. | Abr. | May. | Jun. | Jul. | Ago. | Sep. | Oct. | Nov. | Dic. | Anual |
| --- | --- | --- | --- | --- | --- | --- | --- | --- | --- | --- | --- | --- | --- |
| Temp. máx. abs. (°C) | 16.0 | 20.0 | 23.0 | 26.0 | 31.0 | 35.0 | 35.0 | 36.0 | 35.0 | 26.0 | 22.0 | 18.0 | 36.0 |
| Temp. máx. media (°C) | 6.6 | 7.8 | 10.9 | 11.9 | 16.9 | 20.3 | 22.8 | 23.3 | 19.0 | 14.6 | 9.6 | 6.9 | 14.2 |
| Temp. media (°C) | 3.3 | 3.8 | 6.3 | 7.5 | 11.7 | 14.7 | 16.9 | 17.4 | 13.9 | 10.5 | 6.2 | 3.8 | 9.7 |
| Temp. mín. media (°C) | -0.1 | -0.2 | 1.7 | 3.0 | 6.4 | 9.1 | 11.1 | 11.5 | 8.8 | 6.4 | 2.7 | 0.7 | 5.1 |
| Temp. mín. abs. (°C) | -9.2 | -7.8 | -6.2 | -2.9 | -0.4 | 3.0 | 4.6 | 4.6 | 1.3 | -1.9 | -6.1 | -7.8 | -2.4 |
| Precipitación total (mm) | 117.3 | 110.0 | 128.6 | 168.9 | 113.5 | 72.5 | 40.6 | 43.5 | 78.3 | 132.7 | 167.7 | 158.2 | 1331.8 |
| Días de precipitaciones (≥ ) | 9.1 | 8.0 | 8.5 | 13.7 | 10.6 | 7.1 | 5.5 | 5.6 | 8.6 | 11.5 | 11.8 | 11.4 | 111.5 |
| Fuente: Gobierno de Navarra | | | | | | | | | | | | | |

### Flora y fauna
Eulate está dentro de la región biogeográfica Cantabro-Atlántica, donde la especie forestal más abundante en la cotas altas es el haya y en las más bajas el roble. En la sierra de Lóquiz estaría el límite con la región Mediterránea donde abundan los quejigos (en las zonas más septentrionales) y carrasca.

## Demografía
Améscoa Baja cuenta con una población de 727 habitantes (INE 2024).
| Gráfica de evolución demográfica de Améscoa Baja entre 1842 y 2021                                                                                           |
| |
| Población de derecho según los censos de población del INE Población de hecho según los censos de población del INEEn este censo se denominaba Gollano: 1842 |

### Distribución de la población
El municipio se divide en las siguientes entidades de población, según el nomenclátor de población publicado por el INE (Instituto Nacional de Estadística). Los datos de población se refieren a 2014, excepto Urra, todas las demás tienen el carácter de concejo. 
| Entidad de Población  | Población (2014) |
| --------------------- | ---------------- |
| Artaza                | 154              |
| Baquedano             | 135              |
| Baríndano             | 94               |
| Ecala                 | 42               |
| Gollano               | 34               |
| San Martín de Améscoa | 74               |
| Urra                  | 1                |
| Zudaire               | 230              |

## Administración y política
Améscoa Baja conforma un municipio el cual está gobernado por un ayuntamiento de gestión democrática desde 1979, formado por 7 miembros elegidos en las elecciones municipales según está dispuesto en la Ley Orgánica del Régimen Electoral General. La sede del consistorio está situada en la calle San Antón, n.º 30 de la localidad de Zudaire.
| Mandato    | Nombre del alcalde          | Partido político |
| ---------- | --------------------------- | ---------------- |
| 1979-1983  |                             |                  |
| 1983-1987  |                             |                  |
| 1987-1991  |                             |                  |
| 1991-1995  |                             |                  |
| 1995-1999  |                             |                  |
| 1999-2003  |                             |                  |
| 2003-2007  | Diego Arturo Urra Velasco   | Bostorraz        |
| 2011- 2015 | Diego Arturo Urra Velasco   | AIAB             |
| 2015-2019  |                             |                  |
| 2019-2023  |                             |                  |
| 2023       | Estíbaliz Erdocia Ormazabal | AIAB             |

## Economía
La situación económica de Améscoa Baja, al igual que el resto del valle, se halla en pleno proceso de transformación, aunque el sector primario sigue teniendo una gran importancia. 
El ganado ovino sigue teniendo mucho peso, produciendo carne y leche, a partir de la cual se elabora el queso de Urbasa. Éste se incluye dentro de diferentes denominaciones, incluyendo la reconocida Idiazábal. Asimismo, persiste la cría de ganado vacuno, porcino y aviar.
La agricultura también se practica con asiduidad, aunque la mayoría de los agricultores compatibilizan esta práctica con trabajos en otros sectores, principalmente el secundario.
La principal industria del valle es la fábrica de sillas de diseño "Andreu Nort", que da trabajo a un número importante de amescoanos, aunque lo común es desplazarse a otros municipios mayores (principalmente Estella) para trabajar.
El sector servicios todavía no está muy desarrollado, aunque el turismo rural va adquiriendo cierta importancia gracias a reclamos turísticos tan importantes como la sierra de Urbasa o el Nacedero del río Urederra.